# Wyszakowskie Huby
Wyszakowskie Huby – część wsi Wyszakowo w Polsce, położona w województwie wielkopolskim, w powiecie średzkim, w gminie Zaniemyśl
.
W latach 1975–1998 Wyszakowskie Huby administracyjnie należały do województwa poznańskiego.